# Palmares de la Coronilla

Palmares de la Coronilla est une localité balnéaire d'Uruguay située dans le département de Rocha.

## Localisation
La localité se situe au nord-est du département de Rocha et de La Coronilla, sur les côtes de l'Océan Atlantique. On y accède par un chemin vicinal, depuis la route 9.

## Population
| Année | Population |
| ----- | ---------- |
| 2004  | 4          |
| 2011  | 10         |

.

## Source
- (es) Cet article est partiellement ou en totalité issu de l’article de Wikipédia en espagnol intitulé « Palmares de la Coronilla » (voir la liste des auteurs).